# Draga (Serbia)
Draga (cyr. Драга) – wieś w Serbii, w okręgu raskim, w gminie Tutin. W 2011 roku liczyła 1080 mieszkańców.